# 第286步兵師 (德國國防軍)
第286步兵師（德語：286. Infanterie-Division）是納粹德國國防軍陸軍的一個步兵師。該師於1944年12月組建。
該師改編自第286警備師，改編後一直在東線作戰。
該師最後於1945年2月在東普魯士被殲。

## 註腳
1. ↑  Mitcham（2007年）